# Benjamin Behrla
Benjamin Behrla (Emsdetten, 31 de agosto de 1985) es un deportista alemán que compitió en judo. Ganó dos medallas de bronce en el Campeonato Europeo de Judo, en los años 2008 y 2010.

## Palmarés internacional
| Campeonato Europeo | Campeonato Europeo | Campeonato Europeo | Campeonato Europeo |
| Año                | Lugar              | Medalla            | Categoría          |
| ------------------ | ------------------ | ------------------ | ------------------ |
| 2008               | Lisboa (Portugal)  | Medalla de bronce  | –100 kg            |
| 2010               | Viena (Austria)    | Medalla de bronce  | –100 kg            |